# Brenner
Brenner (wł. Passo del Brennero, niem. Brennerpass) – jedna z najważniejszych alpejskich przełęczy na granicy Austrii i Włoch, położona na wysokości 1374 m n.p.m. Oddziela Alpy Zillertalskie od Alp Sztubajskich w Alpach Centralnych.
Ze względu na stosunkowo małą wysokość n.p.m. przez Brenner prowadzi najdogodniejsza linia tranzytowa stanowiąca połączenie Niemiec przez Austrię z Włochami – austriacka autostrada A13 i włoska autostrada A22, obie będące częścią trasy europejskiej E45.
Przejście przez Brenner znane było już w starożytności. Wykorzystywano je licznie w średniowieczu. W drugiej połowie XIX wieku przez Brenner poprowadzono linię kolejową. Ze względu na dogodność połączenia nie wymagała ona budowy tunelu. Obecnie przez Brenner przechodzi droga regionalna oraz autostrada łącząca Innsbruck z Weroną. Na przełęczy znajduje się stacja kolejowa, a po jej południowej, włoskiej stronie, niewielka graniczna wioska Brennero, rozbudowana w czasach Mussoliniego do obsługi posterunków granicznych i celnych.

## Galeria

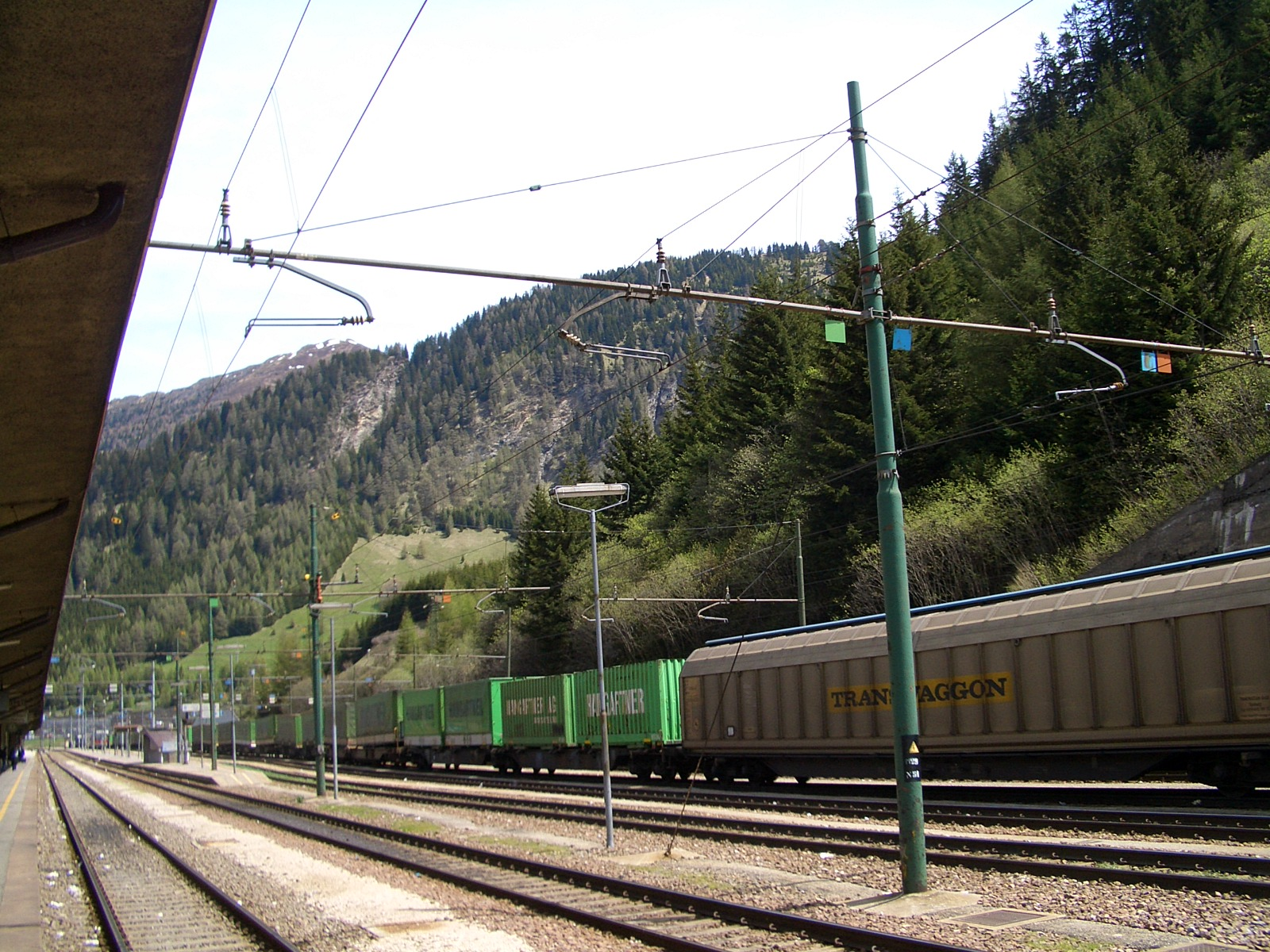
Linia kolejowa przechodząca przez przełęcz Brenner
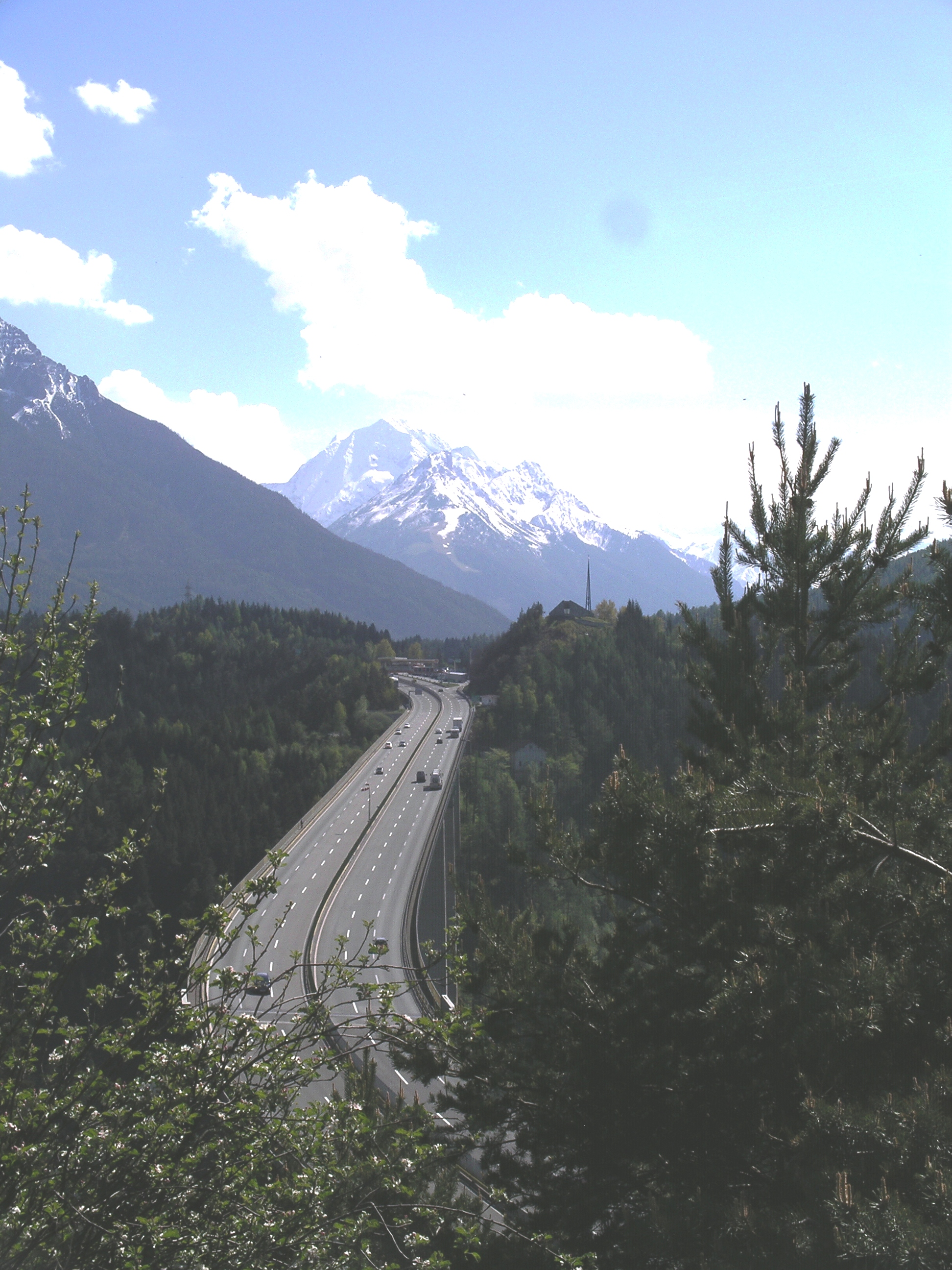
Autostrada prowadząca na przełęcz
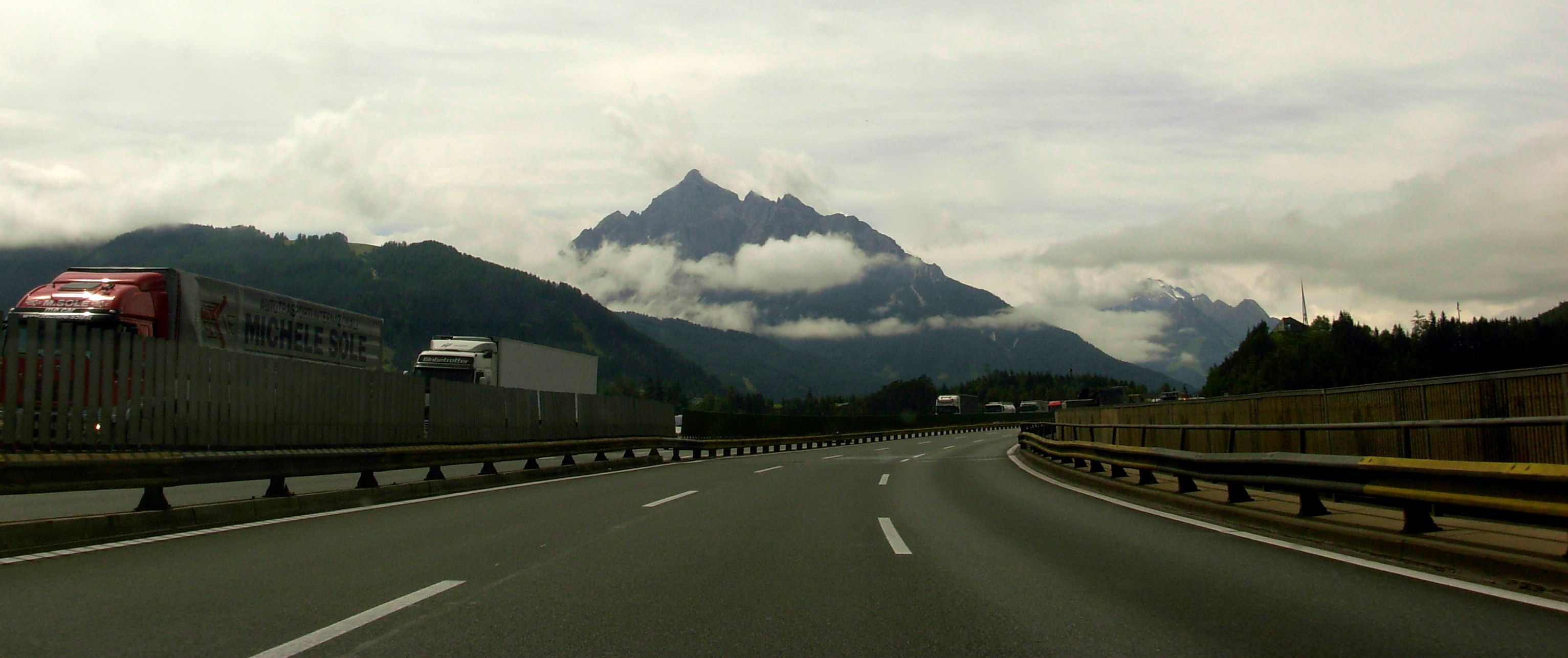
Autostrada prowadząca na przełęcz